# Roy Brocksmith
Roy Brocksmith (Quincy, 15 settembre 1945 – Burbank, 16 dicembre 2001) è stato un attore statunitense.

## Filmografia parziale

### Cinema
- Il re degli zingari (King of the Gypsies), regia di Frank Pierson (1978)
- Killer Fish - L'agguato sul fondo, regia di Antonio Margheriti (1979)
- Stardust Memories, regia di Woody Allen (1980)
- Storie di ordinaria follia, regia di Marco Ferreri (1981)
- Cercasi casa a Manhattan (Rent Control), regia di Gian Luigi Polidoro (1981)
- Who's That Girl, regia di James Foley (1987)
- Affari d'oro (Big Business), regia di Jim Abrahams (1988)
- S.O.S. fantasmi (Scrooged), regia di Richard Donner (1988)
- Senza limiti (Relentless), regia di William Lustig (1989)
- Balle spaziali 2 - La vendetta (Martians Go Home), regia di David Odell (1989)
- La guerra dei Roses (The War of the Roses), regia di Danny DeVito (1989)
- Tango & Cash, regia di Andrej Končalovskij (1989)
- Atto di forza (Total Recall), regia di Paul Verhoeven (1990)
- Aracnofobia (Arachnophobia), regia di Frank Marshall (1990)
- Un mitico viaggio (Bill & Ted's Bogus Journey), regia di Peter Hewitt (1991)
- Mister Hula Hoop (The Hudsucker Proxy), regia di Joel ed Ethan Coen (1994)
- Jack colpo di fulmine (Lightning Jack), regia di Simon Wincer (1994)
- Disperata ricerca (Almost Dead), regia di Ruben Preuss (1994)
- Una lunga pazza estate (It Runs in the Family), regia di Bob Clark (1994)
- Morti di salute (The Road to Wellville), regia di Alan Parker (1994)
- Kull il conquistatore (Kull the Conqueror), regia di John Nicolella (1997)
- Psycho, regia di Gus Van Sant (1998) - non accreditato

### Televisione
- Prigioniero senza nome – film TV (1983)
- Izzy & Moe – film TV (1985)
- Tragica scommessa – film TV (1988)
- I racconti della cripta (Tales from the Crypt) – serie TV (1989-1990)
- It's Garry Shandling's Show – serie TV (1988-1990)
- Hull High – serie TV (1990)
- L.A. Law - Avvocati a Los Angeles (L.A. Law) – serie TV (1986-1991)
- Giustizia d'acciaio – film TV (1992)
- Murder One – serie TV (1995-1996)
- La famiglia Brock (Picket Fences) – serie TV (1992-1996)
- Payne – serie TV (1999)
- Ally McBeal – serie TV (2000)

## Doppiatori italiani
Nelle versioni in italiano delle opere in cui ha recitato, Roy Brocksmith è stato doppiato da:
- Roberto Del Giudice in Star Trek: The Next Generation, Kull il Conquistatore
- Manlio De Angelis in Killer Fish - L'agguato sul fondo, Aracnofobia
- Renato Mori in Una lunga pazza estate
- Carlo Baccarini in La guerra dei Roses
- Giorgio Lopez in Atto di forza
- Raffaele Fallica in Ally McBeal